# Boston Marathon 1902
De Boston Marathon 1902 werd gelopen op zaterdag 19 april 1902. Het was de zesde editie van deze marathon. In totaal gingen er 42 marathonlopers van start. De wedstrijd werd gewonnen door de Canadees Sammy A Mellor Jr met een tijd van 2:43.12,4. In vergelijking met de opvattingen vanaf 1908 dat de marathon een lengte hoorde te hebben van 42,195 km, was het parcours te kort. Het was namelijk tussen 37 en 38,8 km lang.

## Uitslagen
| rang   | naam              | land | tijd      |
| ------ | ----------------- | ---- | --------- |
| Goud   | Sammy A Mellor Jr | CAN  | 2:43.12,4 |
| Zilver | J.J. Kennedy      | CAN  | 2:45.21,8 |
| Brons  | John C.Lorden     | USA  | 2:54.49,8 |
| 4      | C. Moody          | USA  | 3:03.47,4 |
| 5      | W.A. Schlobohm    | USA  | 3:05.49,6 |
| 6      | Ernest Poole      | USA  | 3:07.14,4 |
| 7      | E.F. O'Brien Jr.  | USA  | 3:09.15,6 |
| 8      | W.H. Hunter       | USA  | 3:09.50,4 |
| 9      | J. Flynn          | USA  | 3:13.15   |
| 10     | A.E. Zeigler      | USA  | 3:20.20   |

1897 ·
1898 ·
1899 ·
1900 ·
1901 ·
1902 ·
1903 ·
1904 ·
1905 ·
1906 ·
1907 ·
1908 ·
1909 ·
1910 ·
1911 ·
1912 ·
1913 ·
1914 ·
1915 ·
1916 ·
1917 ·
1918 ·
1919 ·
1920 ·
1921 ·
1922 ·
1923 ·
1924 ·
1925 ·
1926 ·
1927 ·
1928 ·
1929 ·
1930 ·
1931 ·
1932 ·
1933 ·
1934 ·
1935 ·
1936 ·
1937 ·
1938 ·
1939 ·
1940 ·
1941 ·
1942 ·
1943 ·
1944 ·
1945 ·
1946 ·
1947 ·
1948 ·
1949 ·
1950 ·
1951 ·
1952 ·
1953 ·
1954 ·
1955 ·
1956 ·
1957 ·
1958 ·
1959 ·
1960 ·
1961 ·
1962 ·
1963 ·
1964 ·
1965 ·
1966 ·
1967 ·
1968 ·
1969 ·
1970 ·
1971 ·
1972 ·
1973 ·
1974 ·
1975 ·
1976 ·
1977 ·
1978 ·
1979 ·
1980 ·
1981 ·
1982 ·
1983 ·
1984 ·
1985 ·
1986 ·
1987 ·
1988 ·
1989 ·
1990 ·
1991 ·
1992 ·
1993 ·
1994 ·
1995 ·
1996 ·
1997 ·
1998 ·
1999 ·
2000 ·
2001 ·
2002 ·
2003 ·
2004 ·
2005 ·
2006 ·
2007 ·
2008 ·
2009 ·
2010 ·
2011 ·
2012 ·
2013 ·
2014 ·
2015 ·
2016 ·
2017 ·
2018 ·
2019 ·
2020 ·
2021 ·
2022